# Cosmosoma thoracica
Cosmosoma thoracica är en fjärilsart som beskrevs av William Schaus 1905. Cosmosoma thoracica ingår i släktet Cosmosoma och familjen björnspinnare. Inga underarter finns listade i Catalogue of Life.